# Peter Bording
Peter Bording (Amsterdam, 4 mei 1965) is een Nederlands operazanger. Hij treedt op in opera, operette, musical en concert.

## Biografie
Peter Bording volgde zanglessen bij Jan Handerson en studeerde opera aan het Sweelinck Conservatorium Amsterdam bij Erna Spoorenberg en aan de Guildhall School of Music and Drama in Londen bij Johanna Peters en Thomas Hemsley. Nadien werd hij gecoacht door Cristina Deutekom.
Hij debuteerde in 1987 tijdens zijn studie als Papageno in een productie van Die Zauberflöte door de operaklas van het Sweelinck Conservatorium in de Stadsschouwburg Amsterdam en was in hetzelfde jaar understudy voor verschillende hoofdrollen in de originele Nederlandse versie van Cats in Theater Carré. Na het voltooien van zijn studie in Londen keerde hij naar Nederland terug, om de rol van Mr. André in The Phantom of the Opera in het Circustheater in Scheveningen te gaan vertolken.
Op uitnodiging van mezzosopraan en regisseur Brigitte Fassbaender vertrok hij in 1994 naar Duitsland om zich daar op opera te gaan toeleggen.
Sindsdien treedt hij als operazanger op bij toonaangevende festivals en operahuizen, zoals de Bregenzer Festspiele, Wiener Festwochen, Münchener Biennale, Richard-Strauss-Festival, Opéra national de Paris, Opéra comique in Parijs, Opéra national de Lyon, Grand Théâtre de Genève, de Komische Oper Berlin, de Deutsche Oper am Rhein, Staatsoper Stuttgart, Staatsoper Hannover, Nationaltheater Mannheim, Oper Frankfurt, Staatsoper Boedapest, Teatr Wielki - Polish National Opera en in Nederland bij de Nederlandse Reisopera.
Hij was als vaste solist verbonden aan het Staatstheater Braunschweig (1995-1997 en 2015-2017), Staatstheater Darmstadt (1997-2000) en het Aalto-Musiktheater in Essen (2000-2011).

Zijn operarepertoire omvat vooral rollen uit het Mozart-, Italiaanse belcanto- en het Franse repertoire, zoals Papageno (Die Zauberflöte), Conte Almaviva (Le nozze di Figaro), Figaro (Il barbiere di Siviglia) en Pelléas (Pelléas et Mélisande).
Hij creëerde hoofdrollen in wereldpremières van Péter Eötvös, Michael Jarrell, Sandeep Bhagwati en in de musical Shylock! van Stephan Kanyar en Brigitte Fassbaender.
Als operettezanger treedt hij vooral op in de drie populairste werken in dit repertoire: als Danilo in Die lustige Witwe, Eisenstein in Die Fledermaus en Edwin in Die Csárdásfürstin.
Hij wordt algemeen gezien als ideale vertolker van dit genre.
In 2016 zong hij de rol van Joseph Bratfisch tijdens de Europese première van Emmerich Kálmáns operette Marinka aan de Komische Oper Berlin en in 2023 de rol van Andrea Coclé tijdens de Oostenrijkse première van Erich Wolfgang Korngolds laatste toneelwerk en enige operette Die stumme Serenade in een productie van het MusikTheater an der Wien.
Sinds 2015 breidt hij zijn van oorsprong lyrische repertoire met de titelrollen in Werner Egks Peer Gynt, Gottfried von Einems Dantons Tod en Giuseppe Verdi's Rigoletto steeds verder uit.

## Repertoire (selectie)
- Bellini: I puritani – Sir Riccardo Forth
- Debussy: Pelléas et Mélisande – Pelléas
- Donizetti: Lucia di Lammermoor – Lord Enrico Ashton
- Egk: Peer Gynt – Peer Gynt
- Kálmán: Die Csárdásfürstin – Edwin
- Leoncavallo: Pagliacci – Silvio
- Lehár: Die lustige Witwe – Danilo
- Mozart: Le nozze di Figaro – Conte Almaviva
- Porter: Kiss Me, Kate – Fred Graham / Petruchio
- Puccini: La bohème – Marcello
- Puccini: Tosca – Scarpia
- Rossini: Il barbiere di Siviglia – Figaro
- J. Strauss: Die Fledermaus – Eisenstein
- Verdi: La traviata – Giorgio Germont
- Verdi: Rigoletto – Rigoletto
- Von Einem: Dantons Tod – Georges Danton

## Engagementen
| - Bregenzer Festspiele - Wiener Festwochen - Münchener Biennale in het Residenztheater, München - Richard-Strauss-Festival, Garmisch-Partenkirchen - Schlossfestspiele Schwerin - Eutiner Festspiele - Tokyo Metropolitan Theatre - Opéra national de Paris - Opéra Bastille, Parijs - Théâtre national de l'Opéra-Comique, Parijs - Opéra national de Lyon - Grand Théâtre de Genève - Theater Basel - Luzerner Theater - Magyar Állami Operaház, Boedapest - Theater an der Wien, Wenen - Opernhaus Graz - Tiroler Landestheater Innsbruck - Teatr Wielki - Polish National Opera, Warschau - Komische Oper Berlin - Staatsoper Stuttgart - Staatsoper Hannover - Nationaltheater Mannheim - Oper Frankfurt - Deutsche Oper am Rhein, Düsseldorf / Duisburg - Aalto-Musiktheater, Essen |  | - Oper Dortmund - Oper Bonn - Oper Leipzig / Musikalische Komödie - Hessisches Staatstheater Wiesbaden - Staatstheater Darmstadt - Staatstheater Braunschweig - Theater Bremen in het Theater am Goetheplatz - Opernhaus Magdeburg - Theater Erfurt - Theater Freiburg - Wuppertaler Bühnen in het Opernhaus Wuppertal - Theater Bielefeld - Theater Koblenz - Stadttheater Gießen - Städtische Bühnen Münster - Landestheater Schleswig-Holstein - Nederlandse Reisopera, Enschede - Opera Forum, Enschede - Zomer-Opera Alden Biesen - Clonter Opera Theatre - Nederlands Operette Theater - Music Hall / Opera Hall, Antwerpen - Stichting Carré Theaterproducties in Koninklijk Theater Carré - Joop van den Ende Theaterproducties in het Circustheater, Scheveningen - Musical voor Vlaanderen in het Capitole, Gent |

## Onderscheidingen
- 1991: Stipendiaat Stichting Voortgezette Studie Podiumkunsten, Den Haag
- 1991: Stipendiaat Het Cultuurfonds, Amsterdam
- 1991: Stipendiaat Stichting Pro Musis, Amsterdam
- 1991: Stipendiaat Stichting Bekker-La Bastide-Fonds, Rotterdam
- 1991: Stipendiaat Fundatie van de Vrijvrouwe van Renswoude, Den Haag
- 1991: Stipendiaat Stichting Dr. Hendrik Muller's Vaderlandsch Fonds, Den Haag
- 1992: Stipendiaat Stichting Voortgezette Studie Podiumkunsten, Den Haag
- 1992: Stipendiaat British Council Fellowship, Amsterdam/London
- 1992: Stipendiaat Fundatie van de Vrijvrouwe van Renswoude, Den Haag
- 1996: Winnaar Alexander Girardi Wettbewerb, Coburg
- 1996: 3e prijswinnaar Cristina Deutekom Concours, Enschede
- 1997: Nominatie Sänger des Jahres in het vakblad Opernwelt voor zijn vertolking van Pelléas
- 2003: Nominatie Nachwuchssänger des Jahres in het vaktijdschrift Theater pur voor zijn vertolking van Danilo
- 2015: Winnaar Schaunard Award, pers- en publieksprijs van het online operamagazine Place de l'Opéra[18] [19]